# Аркебузири

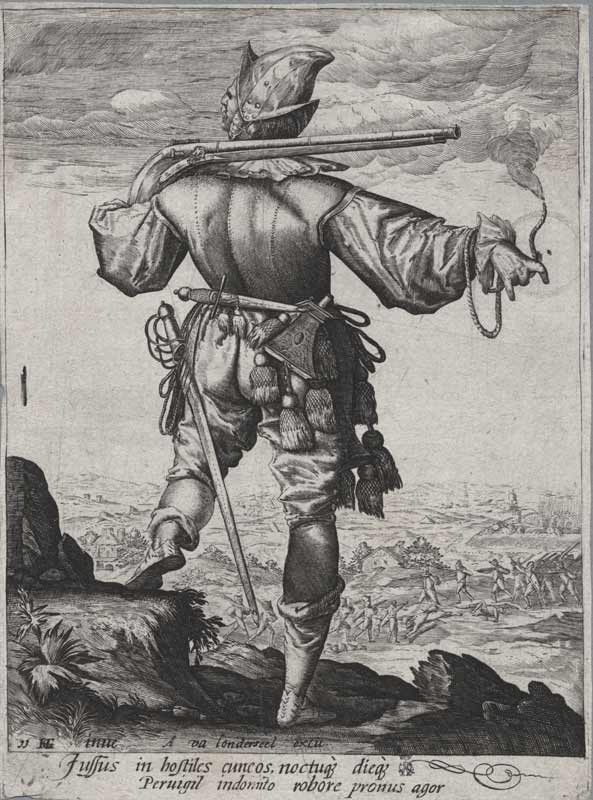
Європейський аркебузир кінця XVI ст. Гравюра бл. 1600 р.

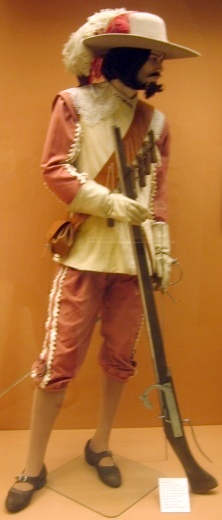
Іспанський аркебузир XVII ст. Фігура з виставки в Гібральфаро, Малага, Іспанія

Аркебузи́ри, аркебу́зери (фр. arquebusiers) — солдати XV—XVII століть, озброєні аркебузами.

## Історія
Попередниками аркебузирів як стрільців з вогнепальною зброєю були кулевринери. Перші аркебузири з'явилися в Китаї часів династії Мін (кінець XIV ст.). У той час китайські воєначальники вже розуміли важливість ручної вогнепальної зброї, тому це призвело до створення цілих частин, озброєних аркебузами. Ці загони, об'єднані в «Дивізії божественного розуму» (Шень-чі їн), у взаємодії з кавалерією зіграли вирішальну роль у вигнанні з Китаю монголів.
Аркебузири діяли разом з пікінерами в складі бойових шикувань (наприклад, терції), і первісно на одного аркебузира припадало не менш ніж три пікінери. Надалі число стрільців збільшувалося і стало дорівнювати числу пікінерів, а з появою багнетів і перевищило його. Аркебузиром був кожний четвертий солдат Чорної армії, а в цілому по війську це співвідношення становило 1:5, що було відносно високим для того часу. Незважаючи на то, у Західній Європі до XVI століття тільки близько 10 % солдатів мали вогнепальну зброю. У битві при Павії у 1525 році 3 тис. аркебузирів здобули перемогу над 8 тис. французьких лицарів, поклавши таким чином край пануванню лицарських армій в Європі.
На початку XVI ст. аркебузири з'являються в Московському князівстві, де вони носили назву пищальників. Тисячі таких вояків брали участь у війні за Псков у 1510 р. і здобутті Смоленська в 1512 р.
У Речі Посполитій аркебузири впроваджені за правління Стефана Баторія (друга половина XVI ст.) і проіснували до часів Яна Собеського (друга половина XVII ст.).
У Японії аркебузири з'являються середині XVI ст., коли після знайомства з вогнепальною зброєю португальців японці починають виробництво аркебуз-танеґасіма й озброюють ними піхотинців-асигару. У 1575 році в битві при Наґасіно воєначальник Ода Нобунага поставив три лінії аркебузирів за дерев'яний частокіл, що захищав їх від ворожої кінноти. Шикування в три лінії уможливило стрільцям двох задніх ліній перезаряджати свою зброю в той час, як перша лінія вела вогонь, забезпечивши безперервну стрільбу і компенсуючи тим самим недостатню влучність вогню аркебузи.
Посилення піхоти викликало зміни в тактиці й озброєнні кавалерії. Таранний удар лицарським списом ставав неефективним проти піхотних рядів аркебузирів і пікінерів, тому з XVI століття спис заміняють пістолі і петриналь, а у вжиток входить прийом «караколь». Так з'являються нові роди кавалерії — кірасири й рейтари, здатні протистояти новим піхотним шикуванням. Крім того, був створений і кінний варіант цього роду піхоти — кінні аркебузири. У Франції кожній роті жандармів надавався загін з 50 кінних аркебузирів.
Після появи більш удосконалих мушкетів до середини XVI ст. роль стрільців у піхотних шикуваннях переходить до мушкетерів, а аркебузири з полегшеними аркебузами починають використовуватися як легка піхота. З виходом з ужитку аркебуз у XVII ст. аркебузири зникають.

## Див. також

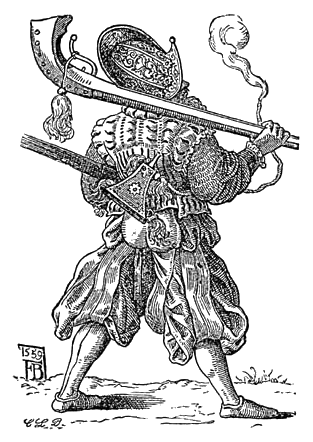
Аркебузир (ландсхнехт-доппельзольднер). Малюнок з Енциклопедичного словника Меєра, бл. 1885 р.

## Озброєння
Крім основної зброї, ґнотової рушниці, аркебузири мали допоміжну зброю, яка ставала необхідною у випадку бою на близькій відстані, зокрема під час перезаряджання. Вона включала меч (шпагу), кинджал, 1-2 пістолі. Захисне спорядження могло складатися з кіраси й шолома. Бойова амуніція включала сумку для куль, ріг для натруски (пороху, який сипали на полицю), запас ґнота й берендейку з дерев'яними трубочками для відміряних зарядів. Для стрільби з ранніх варіантів аркебуз (XV—XVI ст.) використовувалася сошка.

## Галерея

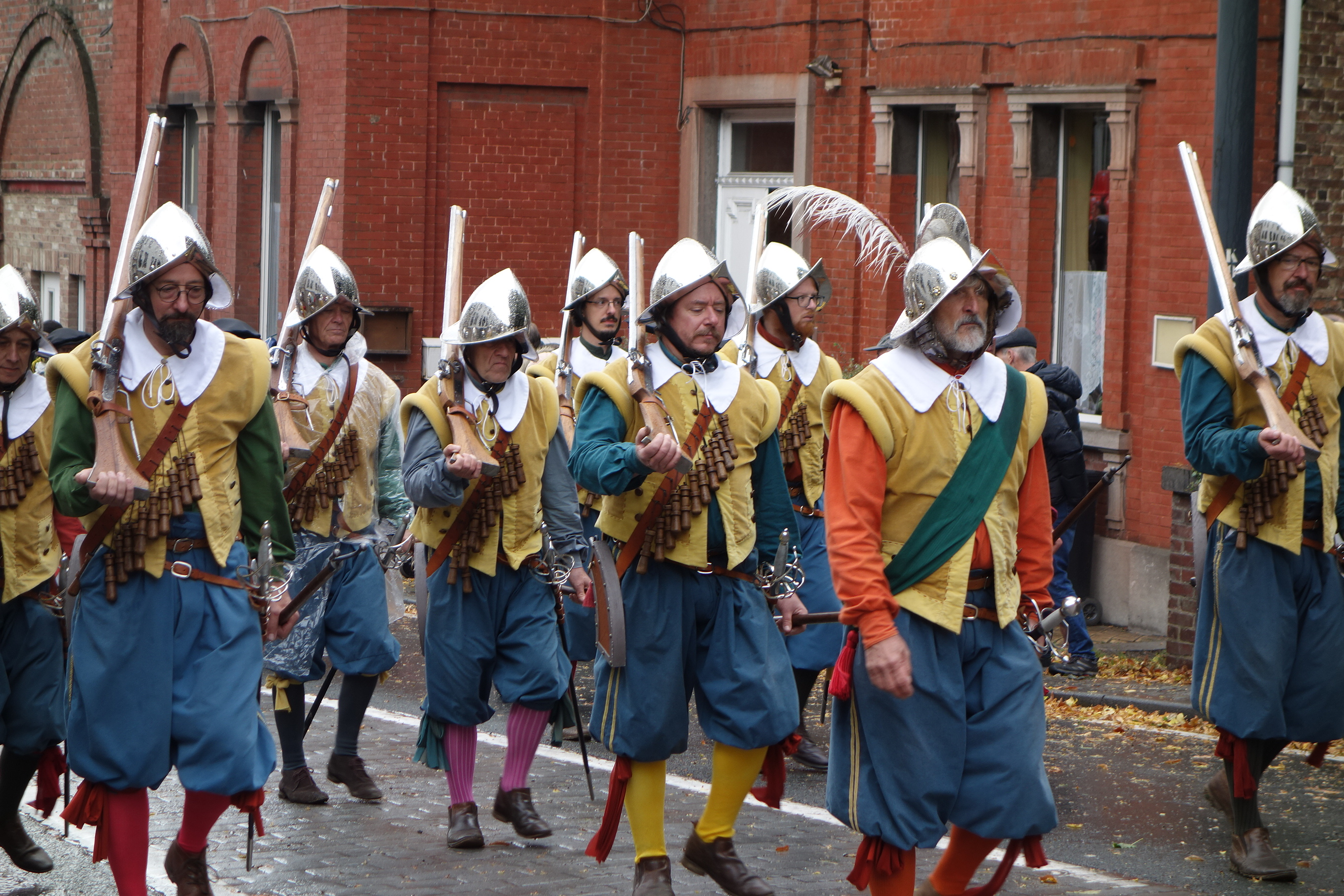
Загін аркебузирів у моріонах з офіцером. Сучасна реконструкція
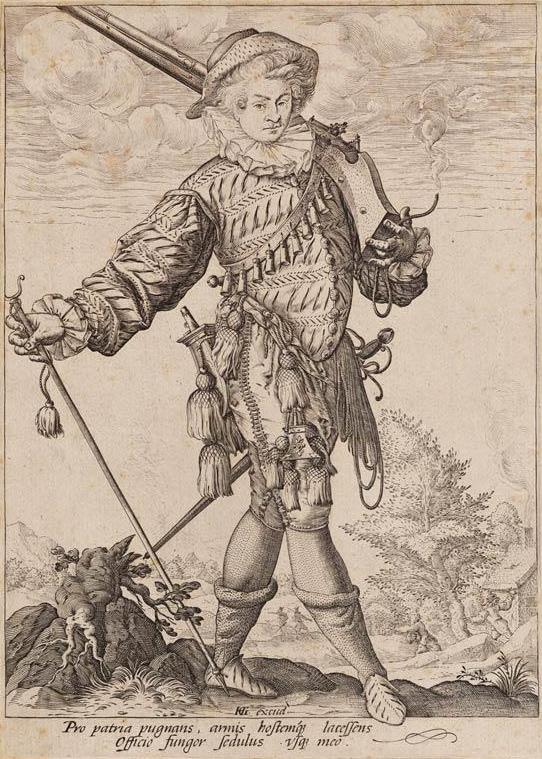
Аркебузир на гравюрі Г. Гольціуса, 1585-1589 рр.
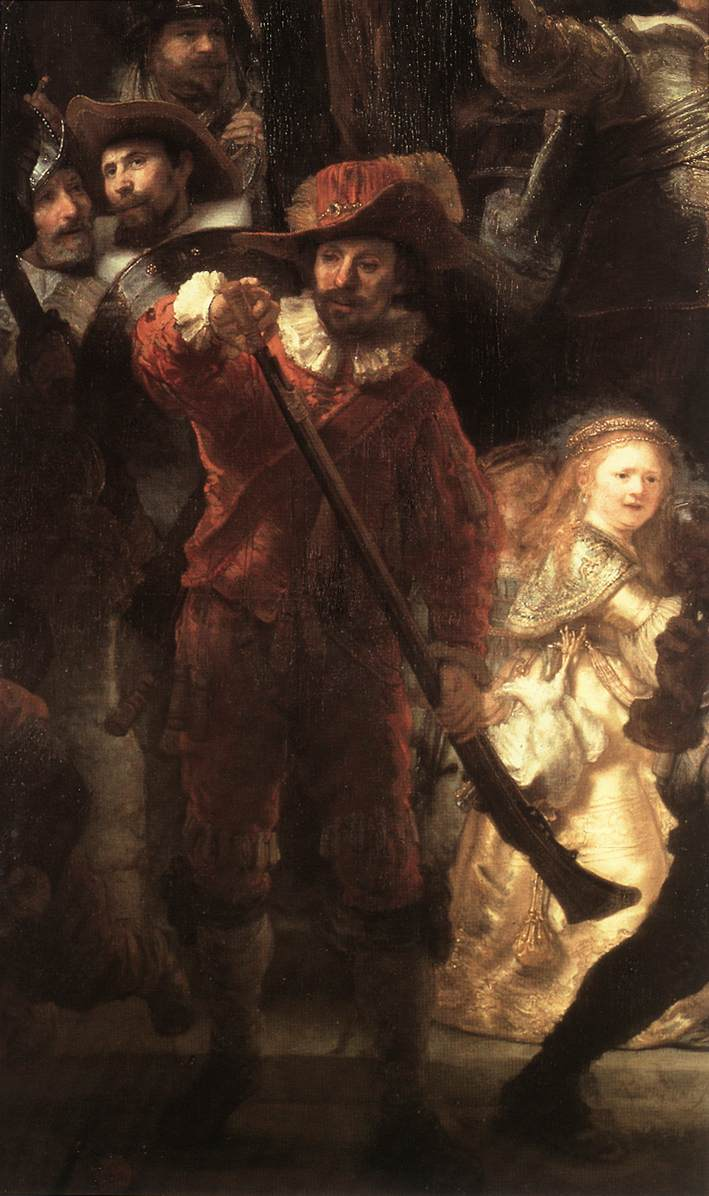
Аркебузир Ян ван дер Геде. Фрагмент картини Рембрандта «Нічна варта».
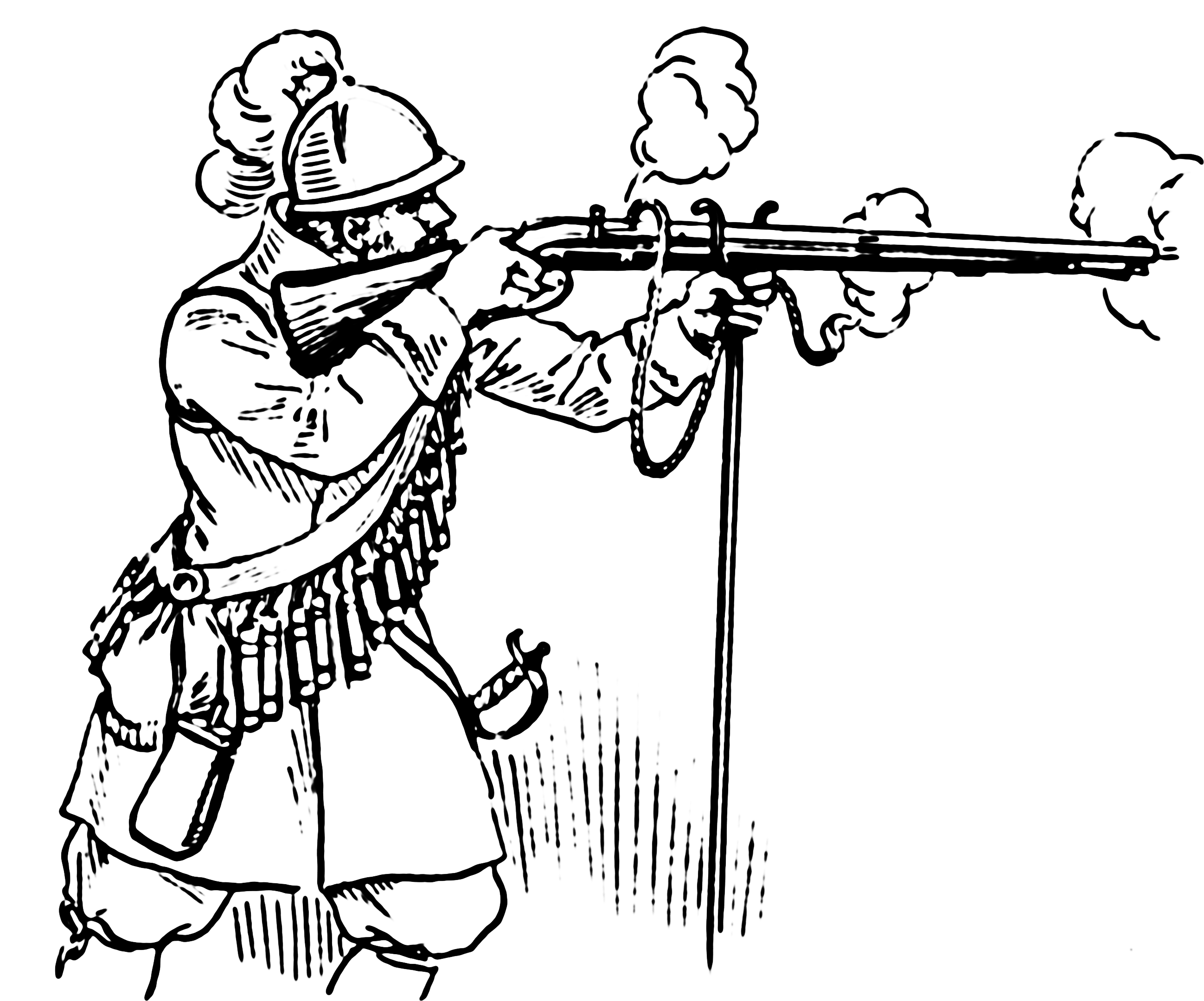
Аркебузир, сучасний малюнок